# Pseudo-Dionysius Areopagita
Pseudo-Dionysius Areopagita (kurz Pseudo-Dionysius, auch der Areopagit, altgriechisch Διονύσιος ὁ Ἀρεοπαγίτης Dionysios Areopagites) ist ein namentlich nicht bekannter christlicher Autor des frühen 6. Jahrhunderts und Kirchenvater. Er benutzte als Pseudonym Dionysios Areopagites, den Namen des Dionysius Areopagita, der im 1. Jahrhundert ein Schüler des Apostels Paulus und Bischof von Athen war. In den orthodoxen Kirchen halten manche an der Identität des Autors mit dem Apostelschüler fest. Er hat großen Einfluss auf die Entwicklung der Theologie in den Kirchen des Ostens und des Westens genommen, indem er die Möglichkeiten und Grenzen der Theologie auslotete (mystische Theologie, Negative Theologie).

## Der Autor

### Forschungsstand
Der unbekannte Autor ist der Verfasser einer Sammlung von Schriften, die nach seinen Angaben von dem in Apg 17,34  erwähnten Dionysius Areopagita stammen. Die tatsächliche Identität des Verfassers ist der Forschung trotz mancher Vorschläge bisher nicht bekannt. Sowohl die literarischen Abhängigkeiten seiner Schriften als auch Zitate in seinem Werk weisen auf den antiochenischen Raum als Herkunftsort. Auch sein auffällig umständliches Griechisch kann mit der damals dort praktizierten Zweisprachigkeit begründet werden. Vermutlich handelte es sich um einen syrischen Mönch. Eventuell stand er der theologisch-philosophischen Schule von Cäsarea nahe.
In seinen Werken deutet Pseudo-Dionysios Areopagites den damals als Heilslehre verbreiteten Neuplatonismus christlich um. Dabei sind insbesondere zahlreiche Spuren des Neuplatonikers Proklos nachweisbar. Zudem steht der Autor unter dem Einfluss des Clemens von Alexandria, der „drei Kappadokier“ und des Origenes.
Für die Abfassungszeit seiner Schriften gilt als frühester Zeitpunkt das Jahr 476, da Pseudo-Dionysius Elemente im Gottesdienst voraussetzt, die erst um diese Zeit von Petrus Fullo in die Liturgie aufgenommen wurden. Der späteste Zeitraum für die Entstehung der Werke ist die Zeit zwischen 518 und 528, für welche Zitate bei Severus von Antiochia nachgewiesen sind.

### Orthodoxe Kirchen

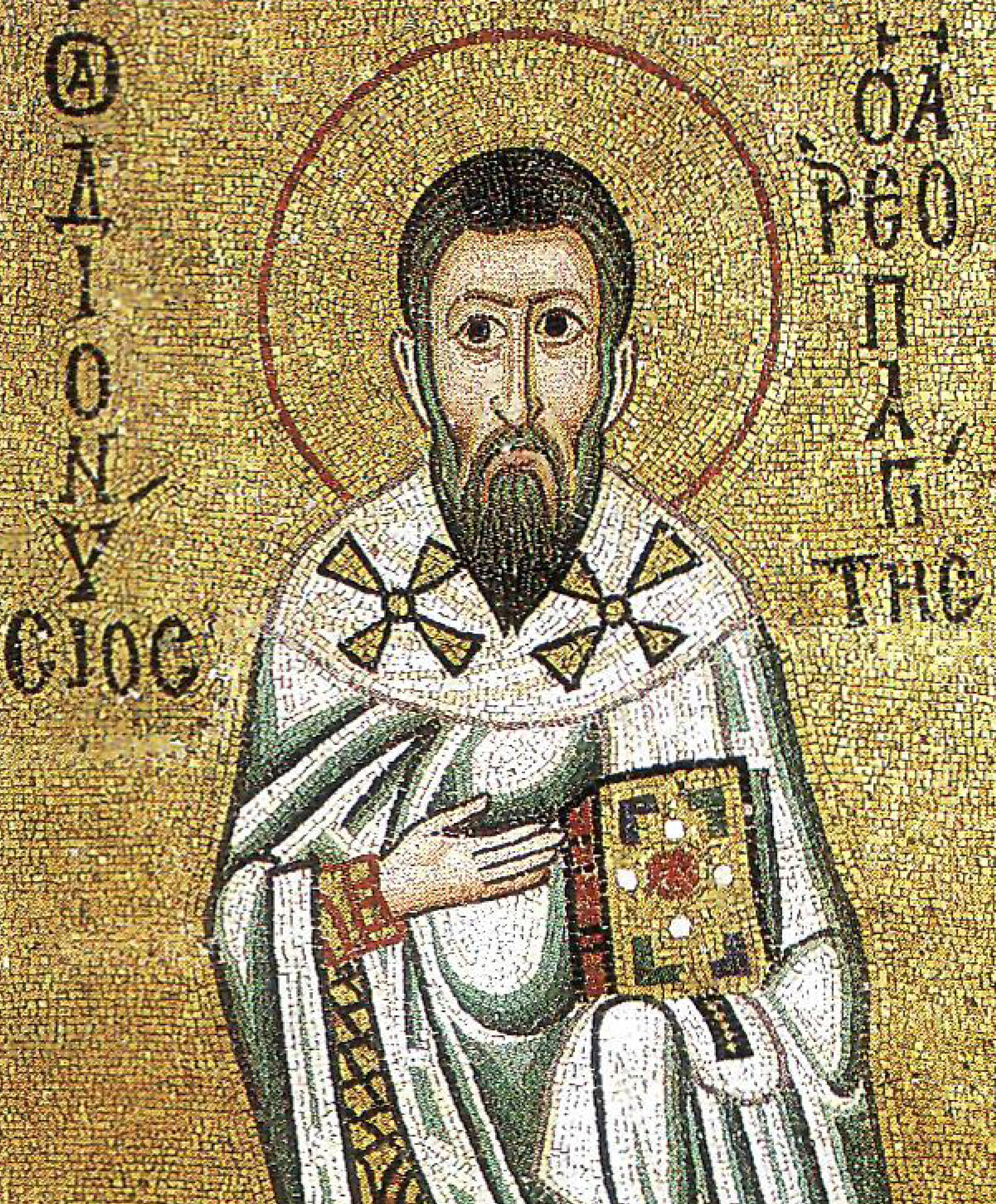
Dionysius der Areopagit als Bischof und einer der Siebzig Apostel. Byzantinisches Mosaik vom Anfang des 11. Jahrhunderts, Kloster Hosios Lukas in Böotien, Mittelgriechenland

Manche in den Orthodoxen Kirchen halten nach wie vor an einer Gleichsetzung von Pseudo-Dionysius Areopagita mit dem Paulus-Schüler Dionysios Areopagita fest. Nach östlicher Tradition hatte Dionysios in der ägyptischen Stadt Heliopolis, dem Sitz eines frühchristlichen Bistums, Astronomie studiert und wurde von Hierotheos (55–60), dem von Paulus (10–64) eingesetzten ersten Bischofs von Athen, mündlich in die göttlichen Mysterien eingeweiht. Nach dem Tod seines Bischofs und Lehrers folgte ihm Dionysios im Amt nach und habe die überlieferten Unterweisungen aufgeschrieben. Im Jahre 96 wurde Dionysios unter Kaiser Domitian (81–96) im Alter von 90 Jahren in Athen zum Märtyrer.
Die orthodoxe Tradition zählt Dionysios zu den Siebzig kleinen Aposteln. Seine Schriften wurden angeblich von Theologen in verborgenen Manuskripten aufbewahrt, aber auch im Archiv von Alexandria. So sei der Inhalt seiner Werke bekannt gewesen und von Clemens von Alexandria (um 150–215), Origenes (Alexandriner, 185–254), Dionysius von Alexandria († 264/65), Gregor von Nazianz (329–390) und Kyrill von Alexandria (375/80–444) angewandt worden, von letzterem mit einem Verweis auf das Archiv der Bibliothek von Alexandria. Von Dionysius von Alexandria ist ein orthodoxer Kommentar zum Areopagitum bekannt. Im Jahre 451 zitierte nach orthodoxer Überlieferung Juvenal von Jerusalem, 422–451 Bischof von Aelia Capitolina (Jerusalem) und 451–458 erster Patriarch von Jerusalem, aus den Schriften des „großen Dionysios“ (Über die göttlichen Namen 3,2).

## Schriften

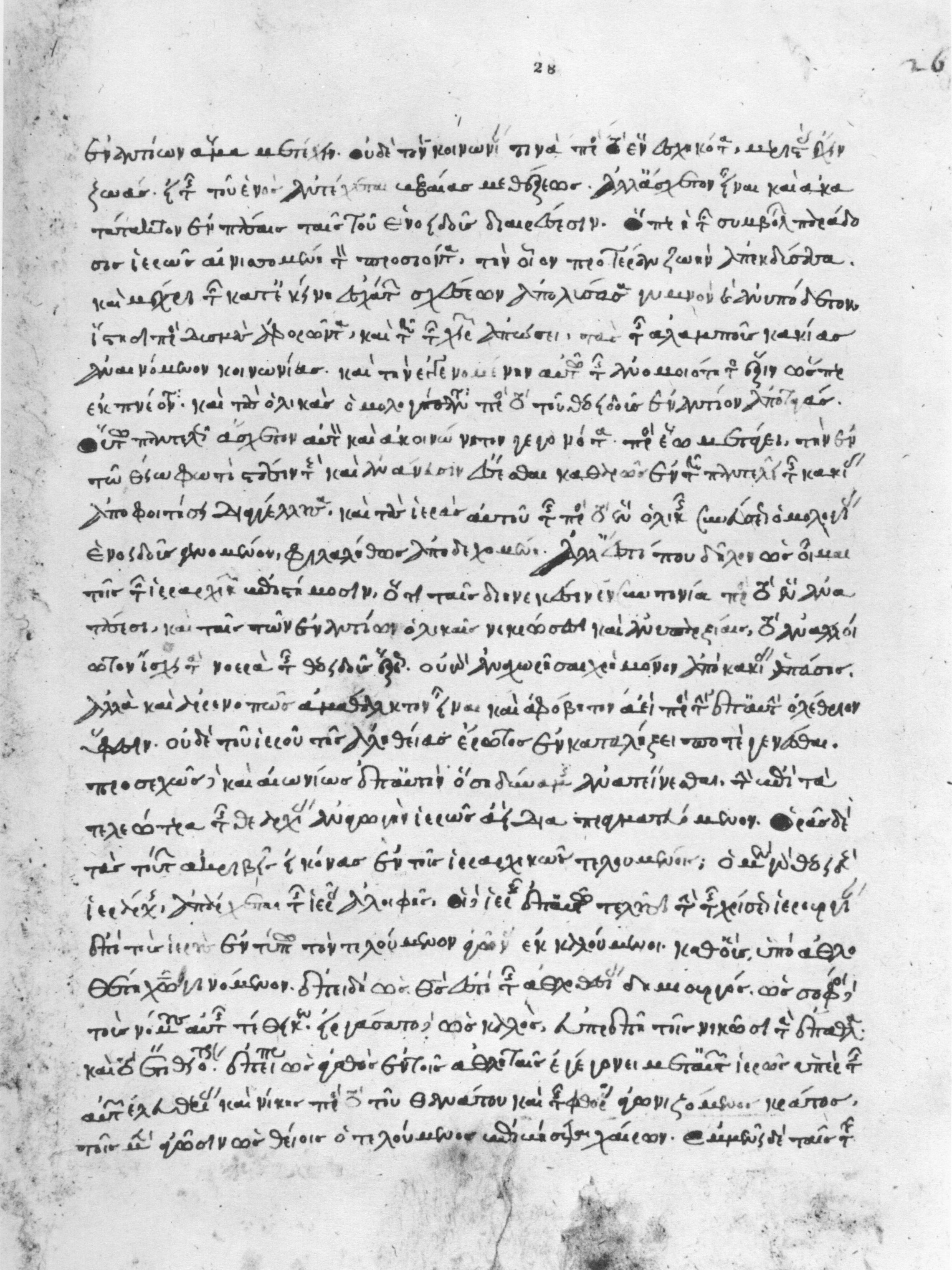
Pseudo-Dionysius, De ecclesiastica hierarchia in der 1307 geschriebenen Handschrift Mailand, Biblioteca Ambrosiana, Codex M 87 sup., fol. 28r

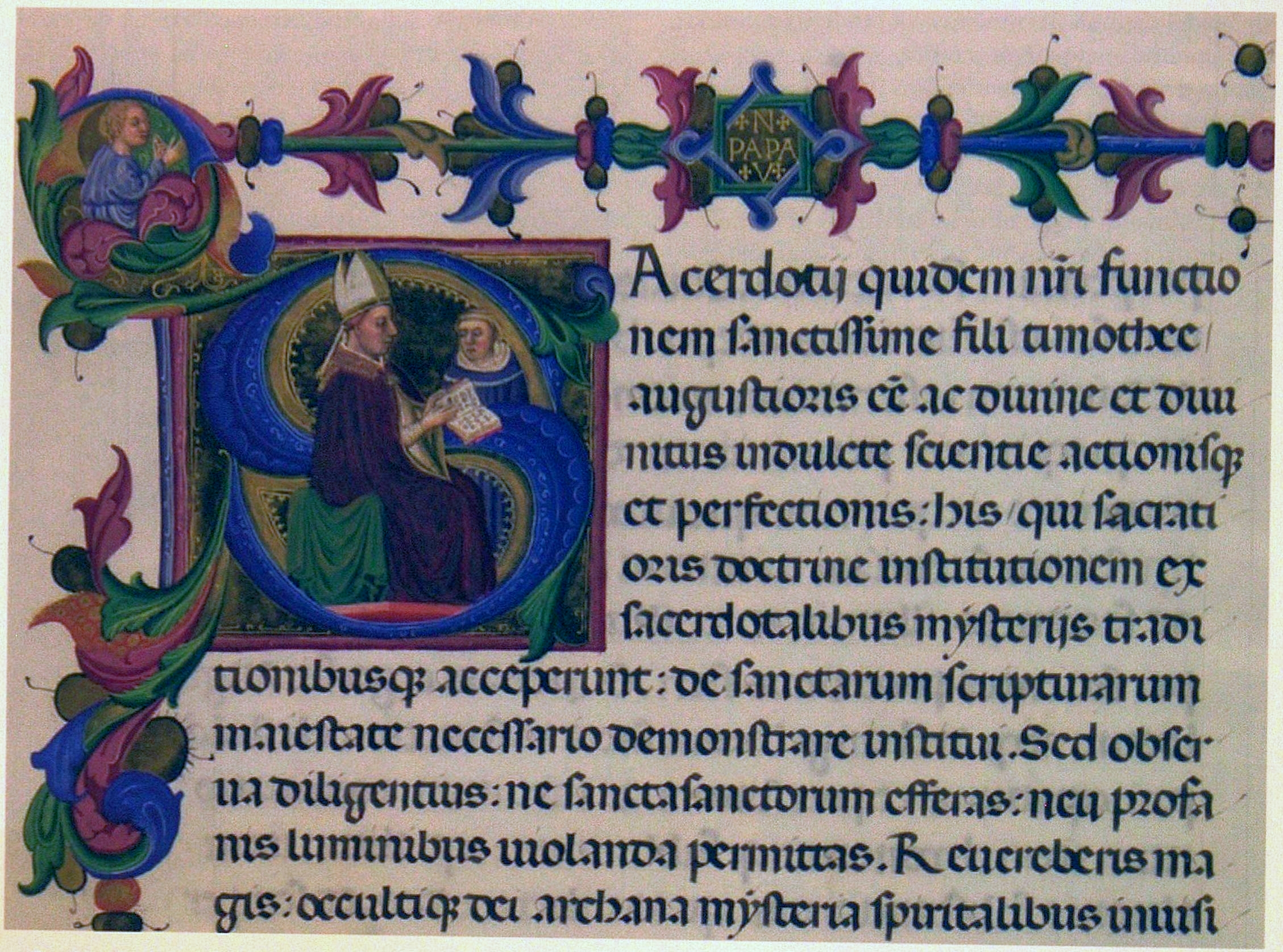
Der Anfang der Schrift De ecclesiastica hierarchia in der lateinischen Übersetzung von Ambrogio Traversari. Das Bild in der Initiale zeigt den angeblichen Verfasser Dionysius Areopagita im Gespräch mit einem Kleriker. Biblioteca Apostolica Vaticana, Vat. lat. 169, fol. 31r (15. Jahrhundert)

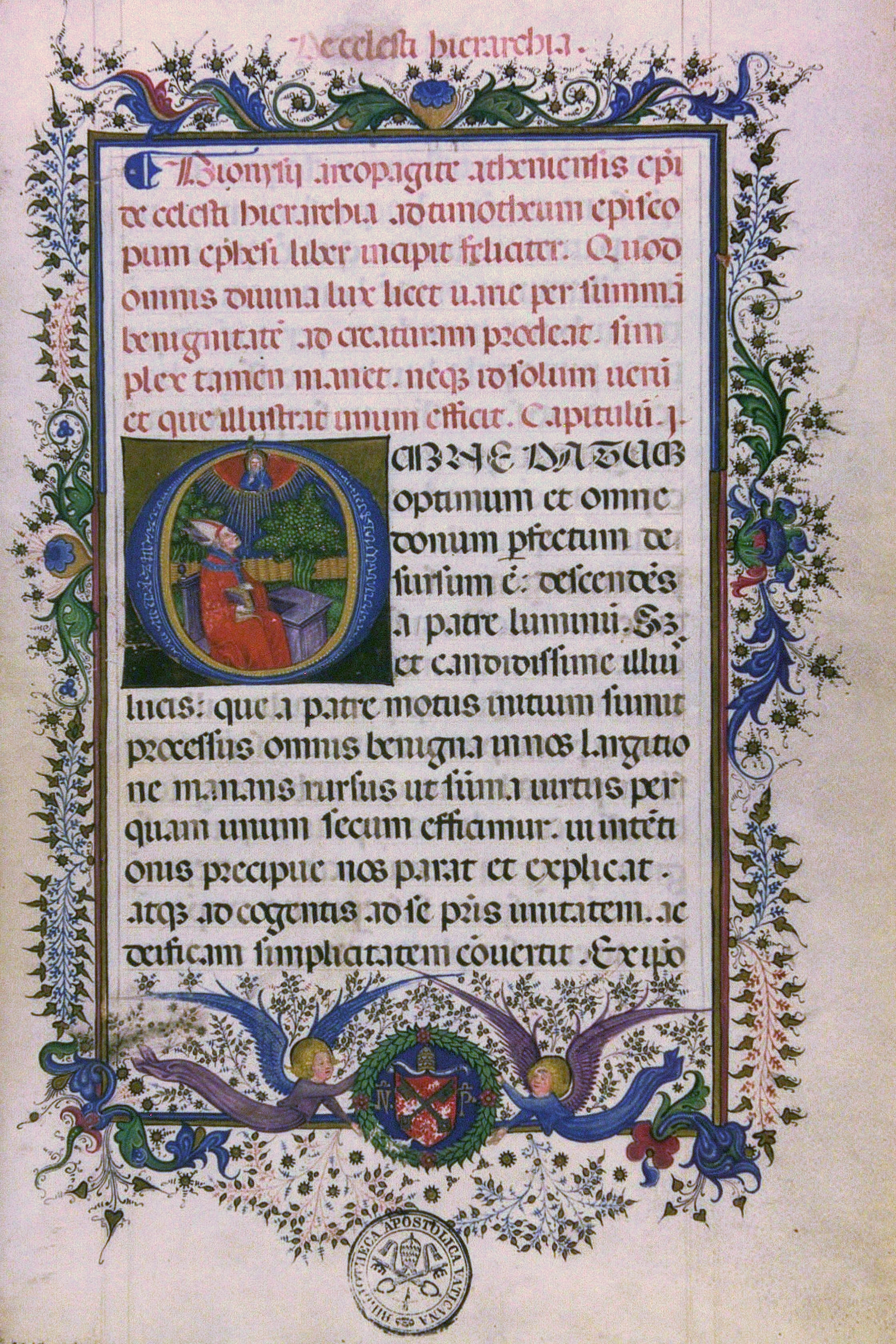
Der Anfang der Schrift De coelesti hierarchia in der lateinischen Übersetzung von Ambrogio Traversari. Biblioteca Apostolica Vaticana, Vat. lat. 171, fol. 1r (15. Jahrhundert)

Die Schriften des Pseudo-Dionysius umfassen:
- Peri mystikes theologias oder De mystica theologia („Die mystische Theologie“, abgekürzt MT),
- Peri theion onomaton oder De divinis nominibus („Die göttlichen Namen“, kurz DN),
- Peri tes ekklestiastikes hierarchias oder De ecclesiastica hierarchia („Die kirchliche Hierarchie“, kurz EH),
- Peri tes ouranias hierarchias oder De caelesti hierarchia („Die himmlische Hierarchie“, kurz CH)
- Außerdem sind zehn Briefe des Pseudo-Dionysius Areopagita überliefert.

Die Schriften wurden mehrfach in das Lateinische übersetzt, und zwar von Hilduin und Johannes Scotus Eriugena (9. Jahrhundert), Johannes Sarracenus (12. Jahrhundert), Robert Grosseteste (13. Jahrhundert) und Ambrogio Traversari im 15. Jahrhundert. Wichtige Kommentare stammen u. a. von Maximus Confessor (7. Jahrhundert), Johannes Scotus Eriugena, sowie Albertus Magnus und Thomas von Aquin (13. Jahrhundert).

## Echtheitsfrage und Wirkungsgeschichte
Die Echtheit der areopagitischen Schriften wurde bereits von Bischof Hypatios von Ephesos (531–536) im Jahr 531 angezweifelt, weil sie der Tradition nicht bekannt waren. Auf einer Synode von Befürwortern und Gegnern der Zwei-Naturen-Christologie des Konzils von Chalcedon (451) in Konstantinopel führte er als Versammlungsleiter gegenüber den Severianern aus: „Wenn keiner der alten Schriftsteller jene erwähnt, so weiß ich nicht, wie ihr jetzt beweisen könnt, daß sie Dionysios gehören.“
Die Synode äußerte sich im Auftrag des einberufenden Kaisers Justinian I. (527–565) gegen die Theologie der sog. Monophysiten. Als Severianer wurden im damaligen Disput die Anhänger von Patriarchen (ab 512) Severus von Antiochia bezeichnet. Als Gegner der Konzils von Chalkedon musste dieser nach dem Tod Kaisers Anastasios I. (9./10. Juli 518) nach Ägypten fliehen, wo er mit den Pseudo-Areopagitica in Berührung kam und am 8. Februar 538 in Xois im Nildelta starb. 528 wurden seine im Exil in Griechisch entstandenen Schriften ins Syrische übertragen. Diese Übersetzung gilt in der westlichen Wissenschaft als der früheste Nachweis von Zitaten aus den Werken des Pseudo-Dionysios Areopagites.
Zwischen 536 und 543/553 wurde das Corpus Dionysiacum von Bischof Johannes von Skythopolis oder Gelehrten seines Kreises redigiert und herausgegeben. Diese Ausgabe mit einem Randkommentar (Scholien) und einem Prolog ist der Ausgangspunkt einer breiten Wirkungsgeschichte des Werkes. Danach kam man – vor allem im Westen des Mittelmeerraumes – schnell überein, die Echtheit anzuerkennen (so schon bei Gregor dem Großen [† 604]). Der erste Kommentar zu den Schriften stammt von Maximus Confessor († 662). Durch diese Auslegung wurde Dionysios Areopagites im Bereich der byzantinischen Kirche zur Autorität erhoben. In der folgenden Zeit galt das areopagitische Schrifttum wegen seiner angeblich frühchristlichen Herkunft nahezu als zum Bibelkanon gehörig und hatte auf die mittelalterliche Theologie sowohl der Ost- wie auch der Westkirche großen Einfluss. Es gibt Autoren, die Dionysius im Rückblick auf die letzten anderthalb Jahrtausende Theologiegeschichte für den einflussreichsten theologischen Autor nach den biblischen Schriften halten.
Ab dem 9. Jahrhundert wurde der Areopagit durch Abt Hilduins Post Beatam ac Salutiferam, auch bekannt als Areopagitica, dann sogar mit dem frühchristlichen Pariser Märtyrer St. Dionysius gleichgesetzt, nach dem die Abtei St. Denis bei Paris benannt ist. So wurde der griechischsprachige Theologe frankisiert, und eine lateinische Fassung der Texte fand weite Verbreitung. Vermutlich war die Abtei für die Verschmelzung der drei Namensträger, also des in der Bibel erwähnten Dionysius, des Märtyrers und eben des Autors der areopagitischen Schriften, verantwortlich.
Nach der Rückkehr nach St. Denis um 1121 bemerkte bereits Petrus Abaelardus bei seinen Studien zur Geschichte des Patrons die verschiedenen Personen des Namens „Dionysius“. Die Abtei besaß auch eine gute griechische Ausgabe der Werke des Pseudo-Dionysius, ein Geschenk Karls des Kahlen, die von Johannes Scotus Eriugena im 9. Jahrhundert ins Lateinische übersetzt worden war. Diese Übersetzung machte sowohl den Neuplatonismus als auch die Lehre von den Neun Chören der Engel des Pseudo-Dionysius weit bekannt. Für das gesamte Mittelalter sollte der Entwurf aus Platonismus, Mystik, kosmischer Emanationslehre und (gemäßigtem) Monophysitismus zu einem System einzigartiger Faszination werden, wie besonders in der negativen Theologie des bedeutenden Mystikers Meister Eckhart und dessen Schüler Heinrich Seuse.
Nach einem Aufkommen von Kritik an der Echtheit der Schriften musste Petrus Abaelardus dann aber das Kloster verlassen, so dass sich Belege für die nächsten ernsten Zweifel erst wieder bei Laurentius Valla und bei Erasmus von Rotterdam im 15. und 16. Jahrhundert fanden. Der Beweis der Unechtheit konnte aber erst durch philologische Forschungen im 19. Jahrhundert durch Hugo Koch (1869–1940) und Joseph Stiglmayr (1851–1934) erbracht werden. Seitdem ist bekannt, dass der laut Apostelgeschichte von Paulus bekehrte Dionysius vom Areopag nicht der Verfasser der ihm zugeschriebenen Schriften sein kann.
Wirkungsgeschichtlich ist Pseudo-Dionysius als Theoretiker der kirchlichen Hierarchie von Bedeutung. Sowohl in der Theologie im engeren Sinne (Lehre von der Dreifaltigkeit) als auch in der Angelologie (Engel-Lehre) geht es ihm darum, die Heiligkeit der kirchlichen Macht und ihre weltliche Struktur der Seelenführung theologisch zu legitimieren. Aus diesem Grunde werden die „Himmlische Hierarchie“ und die „Kirchliche Hierarchie“ eng miteinander verknüpft: Durch seine Mystifizierung wird das kirchliche Amt sakralisiert. Zudem bleibt seine Mystische Theologie mit den beiden Wegen der Gotteserkenntnis und die christliche Aneignung des Neuplatonismus im Corpus Dionysiacum grundlegend für die Theologie der kommenden Jahrhunderte.

## Theologie
Bei Pseudo-Dionysius ist Gott Ursache, Anfang, Sein und Leben aller Dinge. Gott ist das Eine und Vollkommene jenseits allen Seins (hyperousios), das nie erreicht wird, sondern über-unerkennbar (hyperagnostos) bleibt. Die Erkenntnis Gottes führt auf dem Wege der Analogie zur Ursache von Allem, ohne Gott jedoch seinem Wesen nach zu erkennen.

### Mystische, symbolische und spekulative Theologie
Pseudo-Dionysius hat durch die Einführung der Unterscheidung zwischen den verschiedenen Dimensionen der Theologie, der mystischen Theologie (zugleich Höhepunkt der Theologie), der symbolischen und der spekulativen Theologie, zentralen Einfluss auf das spätere theologische Denken genommen.
- Die mystische Theologie entspricht einer verborgenen Offenbarung. Sie ist die höchste Stufe der Gotteserkenntnis. Je höher die Erkenntnis, desto weniger ist es möglich, sie in Worten auszudrücken; der Aufstieg zu Gott ist daher ein Aufstieg in Stille und Dunkelheit: "Da wir über alles Verständnis hinaus in die Dunkelheit getaucht sind, werden wir nicht nur der Armut an Worten begegnen, sondern der völligen Abwesenheit von Sprache und Verständnis".
- Symbolische Theologie ist die unterste Stufe der Theologie. Sie untersucht Ausdrücke, die aus der Erfahrung der sinnlichen Dinge stammen, um auf Gott bezogen zu werden; so spricht die Bibel von Gottes Zorn, Gottes Trunkenheit, Gottes Schlaf, seinem Erwachen, Gottes Eifersucht usw. Das Symbol ist hier ein Bild, das über sich selbst hinausweist; es ermöglicht, das Unsichtbare sichtbar zu machen und das Unsagbare zu sagen.
- Spekulative Theologie wird durch die im Glauben zugängliche Offenbarung des dreieinen Gottes in der Schöpfung und in der Geschichte des Heils, wie sie die Bibel bezeugt, ermöglicht.[15]

### Negative Theologie
Pseudo-Dionysius hat großen Einfluss auf die Entwicklung einer Negativen Theologie der griechischen Kirchenväter genommen, insbesondere auf Basilius, Maximus Confessor und Johannes von Damaskus. Eine negative oder (apophatische) Theologie, die in Bezug auf Gott von dem spricht, was nicht Gott ist, ist vollkommener, als eine affirmative (oder kataphatische) Theologie, die sich auf die erreichbare, begreifliche und bekannte Seite Gottes bezieht und aus dem schöpft, was aus der Wirkung Gottes in der Welt und aus Gottes Beziehung zur Welt erkennbar ist.

„(Gott ist) weder Verstand... noch Wort, ...ihm ist auch weder Kraft zuzuschreiben, noch ist er mit Kraft identisch, noch mit Licht. Er ist weder lebendig noch mit Leben identisch. Auch ist er nicht Sein, nicht Ewigkeit, nicht Zeit. Er kann aber auch nicht gedanklich erfasst, noch gewusst werden. Auch ist er weder mit Wahrheit, noch mit Herrschaft oder Weisheit gleichzusetzen. Er ist weder Eines noch Einheit, weder Gottheit noch Güte. Er ist nicht Geist, in dem Sinne, wie wir diesen Ausdruck verstehen, noch mit Sohnschaft oder Vaterschaft gleichzusetzen oder mit irgend etwas anderem, von dem wir oder irgendein anderes Wesen Kenntnis besäßen.“

In der negativen Theologie nähert man sich Gott durch die Verneinung dessen, was man ihm zuschreibt, was er aber nicht ist. Man steigt die Leiter der Geschöpfe hinauf, um auf jeder Sprosse zu bemerken, dass sich dort nicht der Schöpfer befindet. Pseudo-Dionysius verwendet das Bild der Statue: Ausgehend von einem Marmorblock geht der Künstler durch Abtrennen vor, um das Bild freizulegen. So in seiner Abhandlung Die mystische Theologie: „Wir sagen also, dass die Ursache aller Dinge, die jenseits von allem ist, weder wesenlos noch leblos, weder vernunftlos noch verständig ist, und dass sie kein Körper ist. Sie hat keine Form, keine Gestalt, keine Qualität, keine Quantität und keine Masse. Sie ist an keinem Ort. Sie wird nicht gesehen und kann nicht mit den Sinnen erfasst werden. Sie wird nicht von den Sinnen wahrgenommen und ist für sie nicht wahrnehmbar. Sie kennt keine Unordnung, keine Unruhe, sie wird nicht durch materielle Leidenschaften beunruhigt.“
Nach der klassischen Interpretation, die von den großen scholastischen Kommentatoren des Pseudo-Dionysius fortgeführt wurde, ergänzen sich negative und affirmative Theologie. Wenn man etwas über Gott behauptet, muss man sofort sagen, dass es nicht wahr ist: „Das Symbol kann seinen Sinn nur finden, wenn es durch die Verneinung gereinigt wird, die in gewisser Weise den Sinn aufdeckt, indem sie das Fleisch der Frucht entfernt, um ihren Kern sichtbar zu machen. Auf diese Weise wird die Transzendenz Gottes wahrhaft geehrt.“
Für David Bradshaw darf diese Interpretation jedoch nicht vergessen lassen, dass die kataphatischen und apophatischen Wege für den Areopagiten "ein Mittel zum Aufstieg zu Gott" waren, bevor sie "ein semantisches Instrument zur Klärung der Begrenzungen der theologischen Sprache" waren.

## Textausgaben
griechisch
- Corpus Dionysiacum. Band 1: Pseudo-Dionysius Areopagita: De divinis nominibus. De Gruyter, Berlin / New York 1990.
- Corpus Dionysiacum. Band 2: Pseudo-Dionysius Areopagita: De coelesti hierarchia / De ecclesiastica hierarchia / De mystica theologia / Epistulae. Hrsg. von Günter Heil, Adolf Martin Ritter. 2., überarbeitete Auflage. De Gruyter, Berlin / New York 2012, ISBN 978-3-11-027706-7

lateinisch
- Dionysiaca: Recueil donnant l’ensemble des traductions latines des ouvrages attribués au Denys de l’Aréopage. Desclée de Brouwer, Brügge 1937 (davon mehrere Nachdrucke).

## Moderne Übersetzungen
- [Pseudo-]Dionysius Areopagita: Über alles Licht erhaben. Mystische Theologie – Die Namen Gottes – Himmlische Hierarchie – Kirchliche Hierarchie (= Topos-Taschenbuch 1009). Übersetzt von Edith Stein, Kevelaer 2015, ISBN 978-3-8367-1009-1
- [Pseudo-]Dionysius Areopagita: Mystische Theologie. Übersetzt, mit Einleitung und Kommentar versehen von Walther Tritsch. Barth, München-Planegg 1956
- [Pseudo-]Dionysius Areopagita: Über die himmlische Hierarchie. Über die kirchliche Hierarchie (= Bibliothek der griechischen Literatur. Abt. Patristik. Band 22). Eingeleitet, übersetzt und mit Anmerkungen versehen von Günter Heil. Hiersemann, Stuttgart 1986
- [Pseudo-]Dionysius Areopagita: Die Namen Gottes (= Bibliothek der griechischen Literatur. Abt. Patristik. Band 26). Übersetzt von Beate R. Suchla. Hiersemann, Stuttgart 1988
- [Pseudo-]Dionysius Areopagita: Über die mystische Theologie und Briefe (= Bibliothek der griechischen Literatur. Abt. Patristik. Band 40). Eingeleitet und übersetzt von Adolf Martin Ritter. Hiersemann, Stuttgart 1994
- [Pseudo-]Dionysius Areopagita: Des heiligen Dionysus Areopagita angebliche Schriften (= Bibliothek der Kirchenväter, 1. Reihe, Band 2 sowie 2. Reihe, Band 2). Aus dem Griechischen übersetzt von Josef Stiglmayr. München 1911/1931 (online)